# Klavdija Koženkova
Klavdija Koženkova   (Zarasai, 22 de març de 1949), de soltera Korniuščenko, és una ex-remadora lituana que va competir sota bandera soviètica durant les dècades de 1960 i 1970.
El 1976 va prendre part en els Jocs Olímpics de Mont-real, on guanyà la medalla de plata en la competició del vuit amb timoner del programa de rem. En el seu palmarès també destaca una medalla d'or en el vuit amb timoner del Campionat d'Europa de rem de 1967.